# Лог Лејн Вилиџ (Колорадо)
Лог Лејн Вилиџ (енгл. Log Lane Village) град је у америчкој савезној држави Колорадо.

## Демографија
По попису из 2010. године број становника је 873, што је 133 (-13,2%) становника мање него 2000. године.
| Група             | 2000.       | 2010.       |
| Белци             | 438 (43,5%) | 428 (49,0%) |
| Афроамериканци    | 5 (0,5%)    | 3 (0,3%)    |
| Азијати           | 9 (0,9%)    | 0 (0,0%)    |
| Хиспаноамериканци | 531 (52,8%) | 437 (50,1%) |
| Укупно            | 1.006       | 873         |